# Post-it note

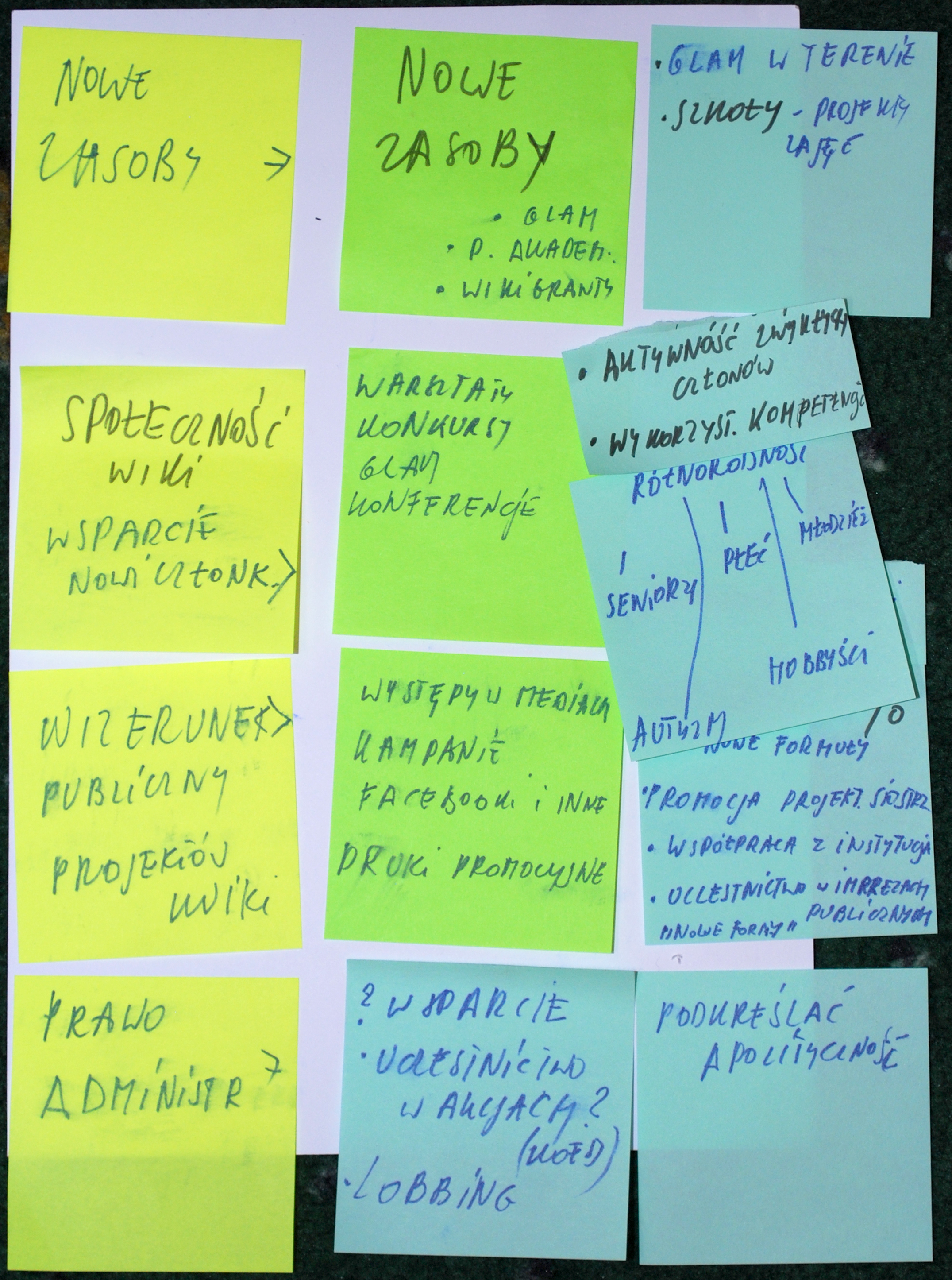
Karteczki typu post-it

Post-it note – samoprzylepne karteczki wielokrotnego użycia, opracowane w amerykańskim laboratorium 3M. Znajdujący się na ich odwrocie pasek o właściwościach adhezyjnych umożliwia umieszczanie tymczasowych notatek na dokumentach i wszelkich innych powierzchniach. Zastosowany klej pozwala na łatwe odrywanie karteczek bez ryzyka rozerwania papieru czy pozostawienia śladów na podłożu. Choć są dostępne w szerokiej palecie kolorów i kształtów, najbardziej popularny kolor to jasnożółty, a kształt – kwadratowy.

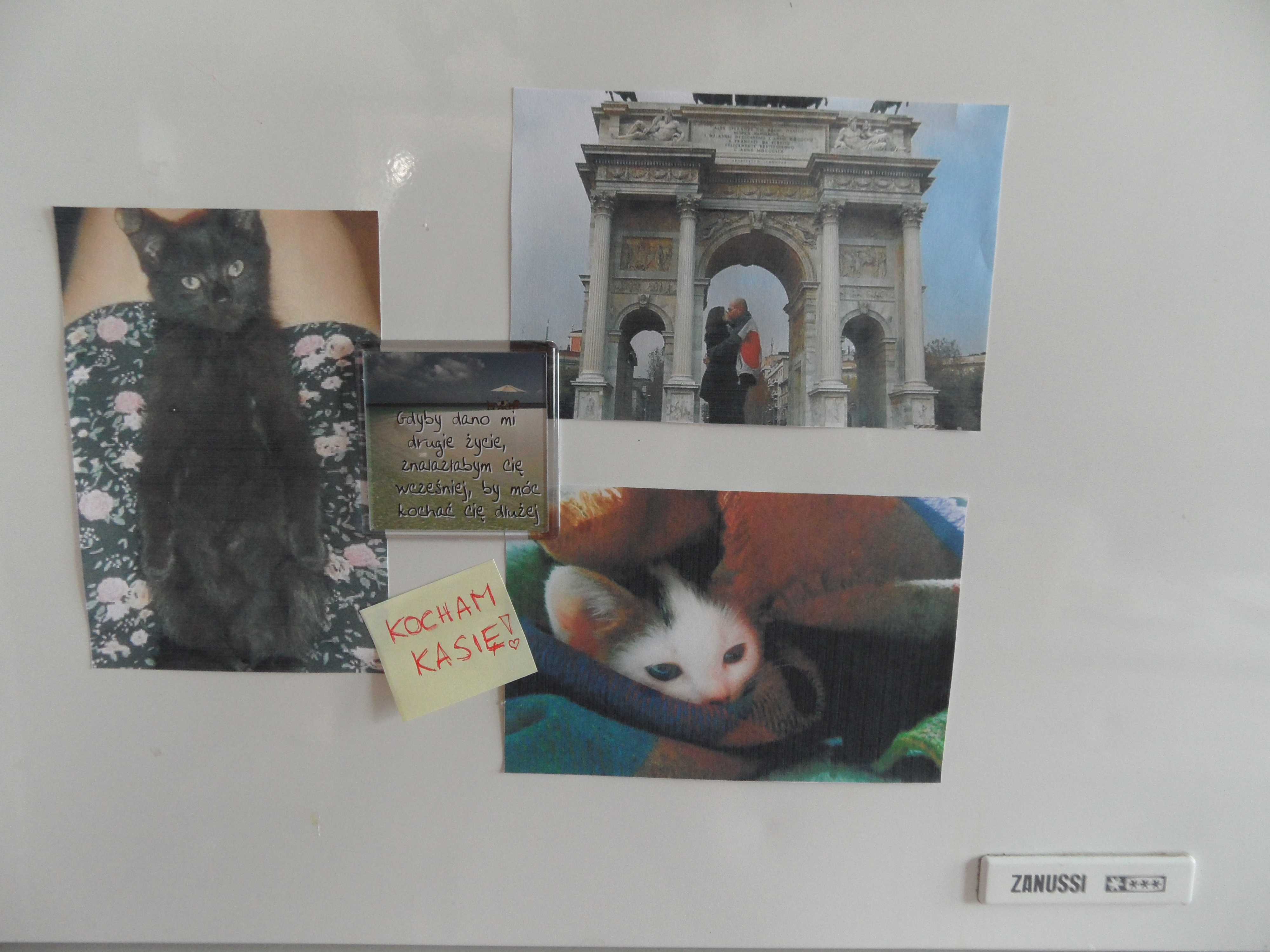
Karteczka typu post-it naklejona na lodówkę

Post-it note zostały wynalezione przez Arthura Frya, który zastosował na nich słaby klej, opracowany podczas poszukiwania supermocnego kleju przez chemika Spencera Silvera. Od 1980 do lat 90., gdy wygasły prawa patentowe, były produkowane wyłącznie przez fabrykę 3M w Cynthiana w stanie Kentucky. Pomimo wygaśnięcia ochrony patentowej, nazwa Post-it pozostaje zastrzeżonym znakiem towarowym należącym do 3M.
Amerykański koncern 3M uzyskał także ochronę prawną na terenie Unii Europejskiej na znak towarowy, którym jest kolor żółty, do oznaczania produktów takich jak "Samoprzylepne karteczki; karteczki biurowe zawierające klej z jednej strony do mocowania na powierzchniach". Uzyskanie takiej ochrony oznacza, że 3M posiada wyłączne prawa do używania tego konkretnego odcienia żółtego dla wskazanych produktów. Taki status prawny został osiągnięty dzięki intensywnemu użytkowaniu, w wyniku którego znak nabył wtórną zdolność odróżniającą, umożliwiającą identyfikację produktów firmy 3M na rynku.